# مهرانكيز كار
مهرانكيز كار (بالفارسية: مهرانگیز کار؛ ولدت 1944، بمدينة أحفظ بإيران) هي محامية إيرانية، ناشطة لحقوق الإنسان، ومؤلفة كتاب «تخطي الخط الأحمر»، وعدد من المقالات أيضا. وهي أيضًا ناشطة لحقوق المرأة في إيران.
كار كانت رادكليف مشارك في جامعة هارفرد لسنة 2005/2006، بمركز «كار» لسياسة حقوق الإنسان، بكلية «جون ف.كينيدي» الحكومية بجامعة «هارفرد».
وقد تم تكريمها كباحث معرض للمخاطر من خلال شبكة للكليات والجامعات تروج للحرية والدفاع عن حقوق الباحثين حول العالم. وهي تعمل حاليا في مركز بيمبروك للتدريس والبحث عن شؤون المرأة في جامعة «براون». وتعمل أيضا كمحاضر لدورات في حقوق المرأة في إيران «بتافانا»: وهو معهد للتعليم الإلكتروني للمجتمع المدني بإيران.
في 2002، زوجة الرئيس «لورا بوش»، منحتها جائزة «هبة الديمقراطية».
She is the widow of Siamak Pourzand, a fellow Iranian dissident and former prisoner of conscience[4] who committed suicide on 29 April 2011, after a long period of torture and imprisonment.[5]
هي أرملة «سياماك بورزاند»، وهو تابع للمعارضة الإيرانية وسجين سابق والذي إنتحر في 29 إبريل 2011، بعد فترة طويلة من التعذيب والسجن.

## جوائز
- 2004 جائزة حقوق الإنسان الممنوحة من «جمعية المحاميين لحقوق الإنسان» (و كانت أول من تسلم هذه الجائزة).
- 2002 جائزة«لودوفيك تراريو» لحقوق الإنسان الممنوحة من معهد حقوق الإنسان «حاجز بورديو» و«اتحاد المحاميين الأوروبيين».
- 2002 جائزة الديمقراطية التابعة «للمنحة المحلية لحقوق الإنسان» بأمريكا، للتطوير في مجال حقوق الإنسان والديمقراطية.
- 2002 هبة «واتش» لحقوق الإنسانالممنوحة من هيلمان/هامت ككاتبة مستهدف للحكم القضائي السياسي.
- 2001 جائزة «فازل ستس» للحرية لكتابة في «قلم إنجلترا الجديدة» (ماساشوسيتس، أمريكا) ككاتبة واجهت الإستبداد والقسوة في محاولة لجعل صوتها يسمع.
- 2000 جائزة اوكسفام نوفيب/جائزة القلم لنادي القلم (نيظرلاندز)، ككاتبة سلبت حريتها لأسباب سياسية وأيدويولوجية.
- 2000 جائزة «دونا ديلانو» الممنوحة من مجلس «كونسيجليو لافيل» الإقليمي بوادي «أوسطة»، لإستمرارها في المناضلة والدفاع عن حقوق المرأة.
- 2000 جائزة «لطيفة يارشاطير» المجتمعية للدراسات الإيرانية بأمريكا، لأحسن كتاب عن نساء إيران.
- 1975 جائزة «فاروغ فاروغزاد» في إيران، لأحسن مقال.